# Часовой (журнал)

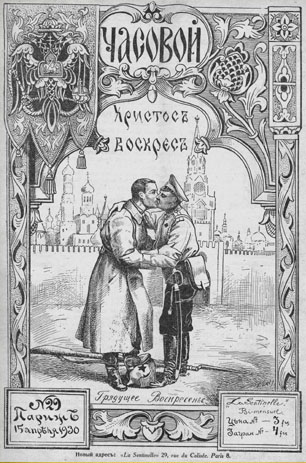
Обложка за 1930 год

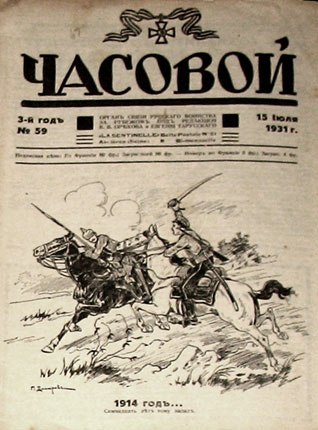
Обложка за 1931 год

«Часово́й» (фр.  La Sentinelle) — ежемесячный журнал, орган связи русских военных за рубежом, а впоследствии орган Российского национального объединения[прояснить]. Издавался в Париже, затем (с 1936 года) в Брюсселе на русском языке с 1929 по 1988 год.

## Издание
Основан в 1929 году в Париже офицерами-белоэмигрантами — Василием Васильевичем Ореховым и Евгением Тарусским. Вот как об этом рассказал В.Орехов в интервью журналу «Посев» в 1979 году:

«В 20-х годах у всех белых борцов жила надежда на близкое возобновление вооруженной борьбы, и посильной подготовкой к этой возможности все мы жили… Когда же сроки ожидания увеличились, тогда и возникла мысль о создании органа связи русского воинства за рубежом, получившая полное одобрение генерала Врангеля в 1928 г. В вышедшем в январе юбилейном номере „Часового“ описано начало его основания с одобрения уже генерала Кутепова, заменившего генерала Врангеля на его посту после кончины. „Часовой“ был основан как независимый журнал, но тесно связанный с Русским Обще-Воинским Союзом, на позиции которого он и стоял все эти 50 лет.»

С 1936 года издание журнала пришлось перенести в Брюссель, так как правительство Франции было недовольно позицией редакции, направленной на поддержку генерала Франко, чья попытка государственного переворота послужила началом Гражданской войны в Испании. Издание продолжалось в Брюсселе до 1988 года, после чего выпуск был прекращен из-за возраста редактора-издателя Василия Васильевча Орехова, скончавшегося в 1990 году в возрасте 94 лет. Всего за 60 лет было выпущено 669 номеров журнала. Журнал выходил в дореформенной орфографии до 1948 года. Начиная с №277 (8) от сентября 1948 года журнал стал выходить в «новой» орфографии.

## Редакторы
Вначале редакторами журнала были В. Орехов, Е. Тарусский, П. Г. Архангельский, С. К. Терещенко, В. В. Полянский. Впоследствии Полянский и Архангельский покинули журнал, Терещенко умер в 1935 году, Тарусский погиб в конце Второй мировой войны. Василий Васильевич Орехов оставался бессменным редактором журнала до последнего номера, отпечатанного на ротаторе в 1988 году.

## Разделы и характер публикаций
Журнал разделен на следующие отделы: военный, военно-морской, политический, исторический, рубрика о Красной армии.
В журнале освещалась жизнь русских военных от генералов и офицеров до рядовых солдат, вести из «горячих точек», где в боях участвовали отряды русских бойцов, статьи по истории русской армии и многое другое. Авторами журнала были генералы, высшие военные чины, видные общественные деятели в России и в Зарубежье: Н. Н. Головин, А. К. Баиов, Ю. Н. Данилов, А. А. Керсновский, А. А. Зайцов, В. Х. Даватц. В конце тридцатых годов в журнале появились два новых раздела: «Разведчик» и «Вера. Родина. Семья». Во втором разделе неоднократно печатался известный русский философ, идеолог «белого дела», профессор И. А. Ильин. «Часовой» можно по праву назвать летописью русского воинства в эмиграции, энциклопедией военной мысли за рубежом.

## Известные авторы
- Юрий Псковитянин (1900—1972) — русский поэт и писатель.
- Яков Кефели (1876—1962) — российский военный врач, доктор медицины, действительный статский советник, контр-адмирал.